# Elizabeth Marre
Elizabeth Marre est une réalisatrice et scénariste franco-portoricaine.
Manon sur le bitume a été nommé aux Oscars 2009.

## Filmographie

### Réalisatrice
- 2012 : Ainsi soient-ils (avec Olivier Pont, série télévisée)
- 2009 : The Oscar Nominated Short Films 2009: Live Action (segment)
- 2008 : Exquisite Corpse (coréalisatrice, court métrage)
- 2007 : Manon sur le bitume (avec Olivier Pont, court métrage)
- 2005 : La Petite Flamme (avec Olivier Pont, court métrage)

### Assistante réalisatrice
- 2007 : Caramel  de Nadine Labaki (premier assistant réalisateur)
- 2005 : La Moustache d’Emmanuel Carrère (premier assistant réalisateur)
- 2004 : Ils se marièrent et eurent beaucoup d'enfants  d’Yvan Attal (premier assistant réalisateur)
- 2004 : Confidences trop intimes de Patrice Leconte (second réalisateur assistant)
- 2002 : Décalage horaire de Danièle Thompson (second réalisateur assistant)
- 2001 : Tanguy d’Étienne Chatiliez (second réalisateur assistant)

### Scénariste
- 2009 : The Oscar Nominated Short Films 2009: Live Action
- 2007 : Manon sur le bitume (avec Olivier Pont, court métrage)
- 2005 : La Petite Flamme (avec Olivier Pont, court métrage)

### Actrice
- 2005 : La Moustache d’Emmanuel Carrère : Hôtesse Roissy
- 1999 : Fin août, début septembre d’Olivier Assayas : Acheteuse de l'appartement